# Mutnofret
Mutnofret ("Mut xinh đẹp"), còn tên khác là Mutneferet hoặc Mutnefert, là một sống vào thời kỳ Vương triều thứ 18 trong lịch sử Ai Cập cổ đại. Bà là một người vợ thứ của pharaon Thutmose I và là mẹ của pharaon Thutmose II.

## Tiểu sử
Dựa vào hai danh hiệu được sắc phong của bà: "Con gái của Vua" và "Mẹ của Vua", có lẽ Mutnofret là con gái của pharaon Ahmose I và là chị em với pharaon Amenhotep I và Ahmose-Meritamun. Mutnofret cũng có thể là mẹ của các vương tử của Thutmose I: Amenmose, Wadjmose và Ramose.
Bà được khắc họa trên tường của một đền thờ dành cho Thutmose III tại Deir el-Bahri, cháu nội của bà. Ngoài ra, hình ảnh của Mutnofret cũng xuất hiện trên một bức tượng của con trai bà và trên một tấm bia đá tại đền Ramesseum. Một bức tượng dành riêng cho bà được tìm thấy tại đền thờ nhỏ của hoàng tử Wadjmose, được tạc theo lệnh của Thutmose II. Chính vì điều này mà bà được cho là vẫn còn sống trong khoảng thời gian trị vì của con trai bà, Thutmose II.
Không rõ Mutnofret được chôn cất tại đâu.